# Xã Hartford, Quận Minnehaha, South Dakota
Xã Hartford (tiếng Anh: Hartford Township) là một xã thuộc quận Minnehaha, tiểu bang Nam Dakota, Hoa Kỳ. Năm 2010, dân số của xã này là 699 người.